# Thinley Dorji
Thinley Dorji (7 de outubro de 1998) é um futebolista butanês que atua como atacante. Atualmente é o capitão do Thimphu Football Club, clube de Thimbu, capital do Butão.

## Carreira internacional
Teve seu primeiro jogo pela seleção nacional no amistoso contra Nepal, em 19 de março de 2013, que terminou em derrota por 2 a 1.